# Mediodactylus kotschyi
Mediodactylus kotschyi är en ödleart som beskrevs av  Franz Steindachner 1870. Mediodactylus kotschyi ingår i släktet Mediodactylus och familjen geckoödlor.
Artepitetet i det vetenskapliga namnet hedrar den österrikiska botanisten Karl Georg Theodor Kotschy.
Exemplaren blir med svans upp till 135 mm långa.
Utbredningsområdet sträcker sig från sydöstra Italien över södra Balkanhalvön, Kreta och Turkiet till södra Krimhalvön, sydvästra Georgien och Israel. Arten lever i låglandet och i bergstrakter upp till 1700 meter över havet. Den vistas i klippiga regioner med glest fördelad växtlighet och i buskskogar. Exemplaren gömmer sig under träbitar och ibland i byggnader. Honor lägger oftast två ägg per tillfälle. Denna geckoödla kan vara dag- och nattaktiv.
Populationer i södra delen av utbredningsområdet påverkas av landskapsförändringar. Hela populationen anses vara stor. IUCN kategoriserar arten globalt som livskraftig.

## Underarter
Arten delas in i följande underarter:
- M. k. kotschyi
- M. k. adelphiensis
- M. k. bartoni
- M. k. beutleri
- M. k. bibroni
- M. k. bolkarensis
- M. k. buchholzi
- M. k. ciliciensis
- M. k. colchicus
- M. k. concolor
- M. k. danilewskii
- M. k. fitzingeri
- M. k. fuchsi
- M. k. kalypsae
- M. k. karabagi
- M. k. lycaonicus
- M. k. maculatus
- M. k. oertzeni
- M. k. orientalis
- M. k. ponticus
- M. k. rumelicus
- M. k. saronicus
- M. k. schultzewestrumi
- M. k. skopjensis
- M. k. solerii
- M. k. steindachneri
- M. k. stepaneki
- M. k. syriacus
- M. k. tinensis
- M. k. unicolor
- M. k. wettsteini